# Rakie Ayola
Rakie Olufunmilayo Ayola (Cardiff, maggio 1968) è un'attrice britannica, attiva in campo teatrale, cinematografico e televisivo.

## Biografia
Dopo aver studiato al Royal Welsh College of Music & Drama, ha debuttato sulle scene londinesi in diversi classici shakespeariani come Amleto, La dodicesima notte, La tempesta, Il mercante di Venezia ed il ruolo della protagonista in Didone, regina di Cartagine al Globe Theatre nel 2003. Al grande pubblico è nota soprattutto per aver interpretato l'infermiera Kyla Tyson nella serie televisiva Holby City per oltre cento episodi tra il 2003 ed il 2008. Nel 2017 ha sostituito Noma Dumezweni nel ruolo di Hermione Granger nella produzione londinese di Harry Potter e la maledizione dell'erede al Palace Theatre di West End.

## Vita privata
È sposata con l'attore Adam Smethurst dal 2004 e la coppia ha avuto due figlie: Tansy, nata nello stesso anno, e Shani, nata nel 2009.

## Filmografia parziale

### Cinema
- Great Moments in Aviation, regia di Beeban Kidron (1994)
- The I Inside, regia di Roland Suso Richter (2004)
- Sahara, regia di Breck Eisner (2005)
- Dredd - Il giudice dell'apocalisse (Dredd), regia di Pete Travis (2012)
- Now Is Good, regia di Ol Parker (2012)
- Been So Long, regia di Tinge Krishnan (2018)

### Televisione
- Soldier Soldier – serie TV, 7 episodi (1993)
- Rossella (Scarlett) – miniserie TV, puntate 01-02-03 (1994)
- Maisie Raine – serie TV, 12 episodi (1998-1999)
- Casualty – serie TV, episodio 13x19 (1999)
- EastEnders – soap opera, 4 puntate (2001)
- Holby City – serie TV, 103 episodi (2003, 2006-2008)
- Doctor Who – serie TV, episodio 4x10 (2008)
- My Almost Famous Family – serie TV, 11 episodi (2009)
- Black Mirror – serie TV, episodio 1x01 (2011)
- Testimoni silenziosi (Silent Witness) – serie TV, episodi 15x05-15x06 (2012)
- L'ispettore Barnaby (Midsomer Murders) – serie TV, episodio 17x03 (2015)
- No Offence – serie TV, 7 episodi (2017)
- Brexit: The Uncivil War, regia di Toby Haynes – film TV (2019)
- Shetland – serie TV, 6 episodi (2019)
- Noughts + Crosses – serie TV, 6 episodi (2020)
- The Pact – serie TV, 6 episodi (2021)
- Alex Rider – serie TV, 7 episodi (2021-in corso)
- Le indagini di Roy Grace (Grace) – serie TV, 5 episodi (2021-in corso)
- Kaos – serie TV, 5 episodi (2024)

## Doppiatrici
Nelle versioni in italiano delle opere in cui ha recitato, Rakie Ayola è stata doppiata da:
- Roberta Pellini in No Offence, Kaos
- Laura Romano in Doctor Who
- Anna Rita Pasanisi in Been So Long